# Igor Novikov (pentatleta)
Igor Novikov (19 de octubre de 1929 - 30 de agosto de 2007) fue un deportista soviético que compitió en pentatlón moderno. Participó en los Juegos Olímpicos de Melbourne 1956, donde se colgó la medalla de oro por equipos (junto a Aleksandr Tarasov e Ivan Deriuhin. Cuatro aos después, ganó la medalla de plata en los Juegos Olímpicos de Roma 1960 en la categoría de equipos (junto a Nikolai Tatarinov y Hanno Selg). En 1964, se colgó dos medallas másː la de oro en equipos (junto a Albert Mokeyev y Viktor Mineyev), y la plata en la categoría individual.
Tras retirarse de las competiciones, Novikov trabajó como entrenador y administrador de pentatlón moderno. Entre 1977 y 1991 fue presidente de la Federación Soviética de Pentatlón Moderno y, de 1988 a 1992, presidente de la Unión Internacional de Pentatlón Moderno de 1988 a 1992.

## Palmarés internacional
| Representando a Unión Soviética |                       |                  |            |
| Juegos Olímpicos                |                       |                  |            |
| Año                             | Lugar                 | Medalla          | Prueba     |
| 1956                            | Melbourne (Australia) | Medalla de oro   | Equipo     |
| 1960                            | Roma (Italia)         | Medalla de plata | Equipo     |
| 1964                            | Tokio (Japón)         | Medalla de oro   | Equipos    |
| 1964                            | Tokio (Japón)         | Medalla de plata | Individual |